# Sigurd Lohde
Sigurd Lohde, även verksam som Sydney Loder, egentligen Sigismund Lohde, född 4 juni 1899 i Weimar, Tyskland, död 22 juli 1977 i Bad Sooden-Allendorf, var en tysk skådespelare. 

## Filmografi (urval)
- 1928 – Hans Kungl. Höghet shinglar
- 1931 – M